# Tadas Sadauskis
Tadas Sadauskis (*  23. Mai 1996 in Upyna, Rajongemeinde Šilalė) ist ein litauischer Politiker, seit November 2024 Mitglied des Seimas.

## Leben
Nach dem Abitur 2015 an der Schule Upyna absolvierte Tadas Sadauskis von 2015 bis 2019 das Bachelorstudium der Politikwissenschaft an der	Vytauto Didžiojo universitetas in der zweitgrößten litauischen Stadt Kaunas. Von 2016 bis  	2017 arbeitete er im Unternehmen 	UAB „NT Orange“. Von 2019 bis 	2020 war er Gehilfe des Seimas-Mitglieds in der Seimas-Kanzlei, von 2020 bis  	2022 Sekretär des Rats in der Gemeindeverwaltung von	Šilalė und von 2023 bis  	2024 Verkaufsspezialist im Unternehmen	UAB „Agrosistemų servisas“.
Von 2023 bis 2024 war er Mitglied im Rat der Rajongemeinde Šilalė. In der Parlamentswahl in Litauen 2024 wurde er in den 14. Seimas gewählt.
Seit 2023 ist Tadas Sadauskis Mitglied von „Nemuno aušra“.
Er ist verheiratet.